# 水名瀬雅良
水名瀬 雅良（みなせ まさら、12月16日   - ）は、日本の漫画家、イラストレーター。岩手県出身。血液型B型。主にボーイズラブ作品を手掛ける。最も影響を受けた漫画は『スラムダンク』。

## 作品リスト

### 書籍
- empty heart 偽りの恋だから（2003年）
- 嘘とキス（2005年）
- ラヴァーズ・ポジション（2006年）
- アンバランスな熱（2007年）
- 吐息よりも優しい（2008年）
- ショートカット・ラブ!! （原作：秀香穂里）
- 未熟な彼氏
- ミッシングコード（原作：華藤えれな）
- Take Over Zone（2009年 - 2010年）
- ファザーコンプレックス（2011年）
- 愛執（2011年）
- 極上の恋人（2007年 - ）
- 隣にいるのに、遠い（2011年）
- 本命彼氏（2021年）
- 29歳のリミット（2021年[2]）
- やさしい鎖（2022年[3]）

### 挿絵
- ニュースにならないキス（2004年、佐々木禎子）
- いつわりの甘い囁き（2004年、橘かおる）
- 偽りのコントラスト（2004年、ふゆの仁子）
- 誘惑は蜜の味（2004年、矢神りな）
- 淋しがりやのエゴイスト（2004年、真崎ひかる）
- 君ありてこそ（2004年、橘伊織）
- 愛人契約（2005年、愁堂れな）